# Ocnele Mari
Ocnele Mari és una ciutat situada al comtat de Vâlcea, a Oltènia (Romania). La ciutat administra vuit pobles: Buda, Cosota, Făcăi, Gura Suhașului, Lunca, Ocnița, Slătioarele i Țeica.
La ciutat està situada a la part central del comtat, a una distància de 12 km de la seu del comtat, Râmnicu Vâlcea, que limita a l'est i al sud. Ocnele Mari també fa frontera amb diverses comunes: Mihăești al sud, Bunești a l'oest i Păușești-Măglași i Vlădești al nord.

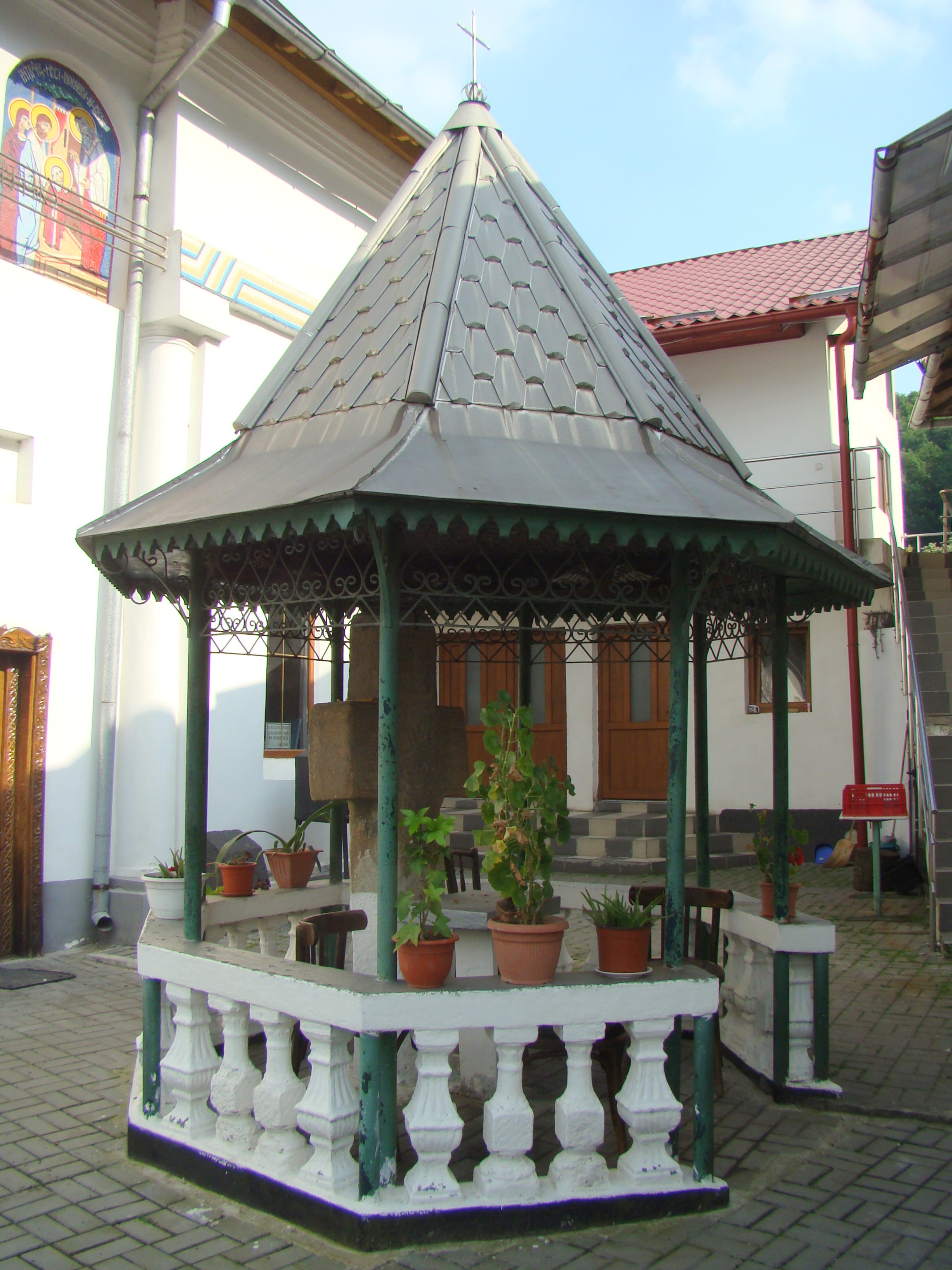
Església de la Presentació